# Élections législatives de 1958 en Indre-et-Loire
Les élections législatives françaises de 1958 se déroulent les 23 et 30 novembre 1958. Dans le département d'Indre-et-Loire, quatre députés sont à élire dans le cadre de quatre circonscriptions.

## Élus
| Circonscription | Député élu           | Parti | Parti |
| --------------- | -------------------- | ----- | ----- |
| 1re             | Jean Royer           |       | CRR   |
| 2e              | Louis Jouhanneau     |       | UNR   |
| 3e              | Gilbert Buron        |       | UNR   |
| 4e              | André-Georges Voisin |       | UNR   |

## Système électoral
Pour la première fois depuis 1936, les élections législatives ont lieu au scrutin uninominal majoritaire à deux tours dans des circonscriptions uninominales.
Est élu au premier tour le candidat qui réunit la majorité absolue des suffrages exprimés et un nombre de voix au moins égal au quart (25 %) des électeurs inscrits dans la circonscription. Si aucun des candidats ne satisfait ces conditions, un second tour est organisé entre les candidats ayant réuni un nombre de voix au moins égal à 5 % des suffrages exprimés. Au second tour, le candidat arrivé en tête est déclaré élu.
Le seuil de qualification, basé sur un pourcentage relativement faible des suffrages exprimés, tend à faciliter l'accès au second tour de plus de deux candidats. Les candidats en lice au second tour peuvent ainsi fréquemment être trois, un cas de figure appelé « triangulaire ». Lorsque quatre candidats s'affrontent au second tour, on parle de « quadrangulaire ».

## Résultats

### Résultats à l'échelle du département
| Parti          | Parti                                            | Premier tour | Premier tour | Second tour | Second tour | Sièges |
| Parti          | Parti                                            | Voix         | %            | Voix        | %           | Sièges |
| -------------- | ------------------------------------------------ | ------------ | ------------ | ----------- | ----------- | ------ |
|                | Union pour la nouvelle République                | 55 646       | 31,44        | 63 397      | 48,22       | 3      |
|                | Centre national des indépendants et paysans      | 16 364       | 9,24         | Retrait     | Retrait     | 0      |
|                | Modérés                                          | 7 072        | 4,00         |             |             | 0      |
|                | Droite parlementaire                             | 79 082       | 44,68        | 63 397      | 48,22       | 3      |
|                |                                                  |              |              |             |             |        |
|                | Parti communiste français                        | 30 025       | 16,96        | 27 172      | 20,67       | 0      |
|                | Section française de l'Internationale ouvrière   | 21 120       | 11,93        | 11 907      | 9,06        | 0      |
|                | Parti républicain, radical et radical-socialiste | 13 054       | 7,37         | Retrait     | Retrait     | 0      |
|                | Centre réformateur républicain                   | 11 077       | 6,26         | 19 277      | 14,66       | 1      |
|                | Extrême droite                                   | 10 015       | 5,66         | 9 708       | 7,38        | 0      |
|                | Mouvement républicain populaire                  | 5 535        | 3,13         | Retrait     | Retrait     | 0      |
|                | Centre républicain                               | 4 551        | 2,57         | Retrait     | Retrait     | 0      |
|                | UDSR                                             | 2 548        | 1,44         | Retrait     | Retrait     | 0      |
|                |                                                  |              |              |             |             |        |
| Inscrits       | Inscrits                                         | 234 928      | 100,00       | 176 205     | 100,00      | 4      |
| Abstentions    | Abstentions                                      | 53 300       | 22,69        | 41 451      | 23,52       |        |
| Votants        | Votants                                          | 181 628      | 77,31        | 134 754     | 76,48       |        |
| Blancs et nuls | Blancs et nuls                                   | 4 621        | 2,54         | 3 293       | 2,44        |        |
| Exprimés       | Exprimés                                         | 177 007      | 97,46        | 131 461     | 97,56       |        |

### Résultats par circonscription

#### Première circonscription (Tours)
| Candidat       | Candidat        | Parti          | Premier tour | Premier tour | Second tour | Second tour |  |
| Candidat       | Candidat        | Parti          | Voix         | %            | Voix        | %           |  |
| -------------- | --------------- | -------------- | ------------ | ------------ | ----------- | ----------- |  |
|                | Jean Royer élu  | CRR            | 11 077       | 22,49        | 19 277      | 39,22       |  |
|                | Marcel Longuet  | PCF            | 10 248       | 20,8         | 10 795      | 21,97       |  |
|                | Marc Jacquet    | UNR            | 9 749        | 19,79        | 13 008      | 26,47       |  |
|                | Jean Meunier    | SFIO           | 7 308        | 14,83        | 6 065       | 12,34       |  |
|                | Bernard Bagneux | CNIP           | 5 526        | 11,22        | Retrait     | Retrait     |  |
|                | André Dumoulin  | MRP            | 2 806        | 5,7          | Retrait     | Retrait     |  |
|                | Marcel Tribut   | UDSR           | 2 548        | 5,17         | Retrait     | Retrait     |  |
|                |                 |                |              |              |             |             |  |
| Inscrits       | Inscrits        | Inscrits       | 63 631       | 100,00       | 63 630      | 100,00      |  |
| Abstentions    | Abstentions     | Abstentions    | 13 459       | 21,15        | 13 908      | 21,86       |  |
| Votants        | Votants         | Votants        | 50 172       | 78,85        | 49 722      | 78,14       |  |
| Blancs et nuls | Blancs et nuls  | Blancs et nuls | 910          | 1,81         | 577         | 1,16        |  |
| Exprimés       | Exprimés        | Exprimés       | 49 262       | 98,19        | 49 145      | 98,84       |  |

#### Deuxième circonscription (Langeais - Château-Renault)
| Candidat       | Candidat             | Parti          | Premier tour | Premier tour | Second tour | Second tour |  |
| Candidat       | Candidat             | Parti          | Voix         | %            | Voix        | %           |  |
| -------------- | -------------------- | -------------- | ------------ | ------------ | ----------- | ----------- |  |
|                | Louis Jouhanneau élu | UNR            | 10 316       | 25,81        | 18 833      | 46,8        |  |
|                | André Précigoux      | Extrême droite | 6 803        | 17,02        | 9 708       | 24,13       |  |
|                | Jean Guillon         | PCF            | 5 773        | 14,44        | 5 856       | 14,55       |  |
|                | André Quénard        | SFIO           | 4 993        | 12,49        | 5 842       | 14,52       |  |
|                | Joseph Renard        | Radsoc         | 4 808        | 12,03        | Retrait     | Retrait     |  |
|                | Lucien Marquet       | CR             | 4 551        | 11,39        | Retrait     | Retrait     |  |
|                | André Soyer          | MRP            | 2 729        | 6,83         | Retrait     | Retrait     |  |
|                |                      |                |              |              |             |             |  |
| Inscrits       | Inscrits             | Inscrits       | 53 955       | 100,00       | 53 966      | 100,00      |  |
| Abstentions    | Abstentions          | Abstentions    | 12 766       | 23,66        | 12 972      | 24,04       |  |
| Votants        | Votants              | Votants        | 41 189       | 76,34        | 40 994      | 75,96       |  |
| Blancs et nuls | Blancs et nuls       | Blancs et nuls | 1 216        | 2,95         | 755         | 1,84        |  |
| Exprimés       | Exprimés             | Exprimés       | 39 973       | 97,05        | 40 239      | 98,16       |  |

#### Troisième circonscription (Loches)
| Candidat       | Candidat                  | Parti          | Premier tour | Premier tour | Second tour | Second tour |  |
| Candidat       | Candidat                  | Parti          | Voix         | %            | Voix        | %           |  |
| -------------- | ------------------------- | -------------- | ------------ | ------------ | ----------- | ----------- |  |
|                | Gilbert Buron élu         | UNR            | 13 444       | 30,29        | 31 556      | 75          |  |
|                | Maurice Lemaigre-Dubreuil | CNIP           | 10 838       | 24,42        | Retrait     | Retrait     |  |
|                | Madeleine Boutard         | PCF            | 8 622        | 19,42        | 10 521      | 25          |  |
|                | Fernand Berthouin         | Radsoc         | 4 343        | 9,78         | Retrait     | Retrait     |  |
|                | Marc Deschamps            | SFIO           | 3 928        | 8,85         | Retrait     | Retrait     |  |
|                | Jean Diot                 | UFF            | 3 212        | 7,24         | Retrait     | Retrait     |  |
|                |                           |                |              |              |             |             |  |
| Inscrits       | Inscrits                  | Inscrits       | 58 616       | 100,00       | 58 609      | 100,00      |  |
| Abstentions    | Abstentions               | Abstentions    | 12 985       | 22,15        | 14 571      | 24,86       |  |
| Votants        | Votants                   | Votants        | 45 631       | 77,85        | 44 038      | 75,14       |  |
| Blancs et nuls | Blancs et nuls            | Blancs et nuls | 1 244        | 2,73         | 1 961       | 4,45        |  |
| Exprimés       | Exprimés                  | Exprimés       | 44 387       | 97,27        | 42 077      | 95,55       |  |

#### Quatrième circonscription (Chinon)
|                | André-Georges Voisin élu | UNR            | 22 137 | 51,02  |  |  |  |
|                | Alain Ballot             | Modérés        | 7 072  | 16,3   |  |  |  |
|                | Louis Biéret             | PCF            | 5 382  | 12,41  |  |  |  |
|                | Louis Trotouin           | SFIO           | 4 891  | 11,27  |  |  |  |
|                | Maurice Constantin       | Radsoc         | 3 903  | 9      |  |  |  |
|                |                          |                |        |        |  |  |  |
| Inscrits       | Inscrits                 | Inscrits       | 58 726 | 100,00 |  |  |  |
| Abstentions    | Abstentions              | Abstentions    | 14 090 | 23,99  |  |  |  |
| Votants        | Votants                  | Votants        | 44 636 | 76,01  |  |  |  |
| Blancs et nuls | Blancs et nuls           | Blancs et nuls | 1 251  | 2,8    |  |  |  |
| Exprimés       | Exprimés                 | Exprimés       | 43 385 | 97,2   |  |  |  |